# L'Homme qui fait sauter la banque
Pour plus de détails, voir Fiche technique et Distribution.
L'Homme qui fait sauter la banque (The Man Who Broke the Bank at Monte Carlo) est un film américain réalisé par Stephen Roberts, sorti en 1935.

## Fiche technique
- Titre original : The Man Who Broke the Bank at Monte Carlo
- Titre français : L'Homme qui fait sauter la banque
- Réalisation : Stephen Roberts
- Scénario : Nunnally Johnson et Howard Ellis Smith d'après la pièce d'Ilya Surguchev et Frederick Albert
- Direction artistique : William S. Darling
- Photographie : Ernest Palmer
- Montage : Harold D. Schuster
- Musique : Cyril J. Mockridge
- Société de production : 20th Century Fox
- Pays d'origine : États-Unis
- Format : Noir et blanc - 1,37:1
- Genre : comédie romantique
- Durée : 71 minutes
- Date de sortie : 1935

## Distribution
- Ronald Colman : Paul Gallard
- Joan Bennett : Helen Berkeley
- Colin Clive : Bertrand Berkeley
- Nigel Bruce : Ivan
- Montagu Love : Directeur
- Frank Reicher : Assistant du directeur
- Lionel Pape : Assistant du directeur
- Ferdinand Gottschalk : Employé de bureau